# Cryptobiina
Sous-tribu
Synonymes
- Cryptobia Casey, 1905

Les Cryptobiina sont une sous-tribu de coléoptères de la famille des Staphylinidae, de la sous-famille des Paederinae et de la tribu des Paederini.

## Genres
Aderobium - 
Afrobium - 
Afrophitodum - 
Biocrypta - 
Chetocephalus - 
Cryptafrum - 
Cryptofagiella - 
Cryptomirea - 
Formicocephalus - 
Himalobium - 
Homaeotarsus - 
Lissobiops - 
Longiscapus - 
Matropium - 
Monocrypta - 
Nitidicryptum - 
Noumea - 
Ochthephilum - 
Ophitodum - 
Opithes - 
Pachycryptum - 
Prytocum - 
Pycnocrypta - 
Scopaeodes - 
Tracypum
Le genre type est Cryptobium Mannerheim, 1830 (devenu un synonyme de Ochthephilum Stephens, 1829)